# Казак, Манфред Антонович
Манфред Антонович Каза́к (1908—1998) — конструктор турбин. Лауреат Ленинской премии.

## Биография
Окончил энергомашиностроительный факультет Ленинградского индустриального института (так с 1934 по 1940 годы назывался Ленинградский политехнический институт) (1934).
Работал в ЦКБ № 17 Наркомата судостроительной промышленности, в 1938—1941 годах — на Ленинградский судостроительный завод имени А. А. Жданова: начальник механического сектора, заместитель главного конструктора по механической части. Во время войны в эвакуации в Сталинграде (до 1942) и Казани.
С 1946 года снова в Ленинграде на заводе имени А. А. Жданова (1946—1951), на Кировском заводе (1951—1978): главный конструктор проекта, ведущий специалист разработок паротурбинных установок для кораблей ВМФ.
Конструктор турбогенераторов для атомоходов «Ленин» и «Арктика».
Доктор технических наук, профессор ЛПИ.
Автор воспоминаний: Турбины для атомных. записки главного конструктора посвящается создателям отечественных атомных лодок, посвящается создателям первых отечественных судовых турбин /М. А. Казак. — Санкт-Петербург : Малахит, 2010. — 144 с. : ил., цв. ил., портр. ; 21 см. — (Подводное кораблестроение. Прошлое, настоящее, будущее : вестник; вып. N° 23). — Библиогр.: с. 141 (10 назв.)

## Награды и премии
- Сталинская премия второй степени (1949) — за разработку конструкции машины для боевых кораблей
- Ленинская премия (1959) — за участие в разработке однокорпусной турбины для атомных подводных лодок.